# سیل ۱۳۵۵ خراسان
سیل ۱۳۵۵ خراسان در ۴ اردیبهشت پس از دو روز بارندگی در شهرهایی از استان خراسان مانند قوچان شیروان بجنورد نیشابور جاری شد. این سیلاب در قسمت‌های شمالی استان به علت طغیان رودخانه اترک، باعث خسارت بیشتری شد.

## جزئیات سیل

### قوچان
خسارات سیل در قوچان بسیار سنگین بوده و مردم این شهر به مسجد جامع این شهر پناه برده‌اند. تعداد خانه تخریب شده بر اثر سیل ۱۲۱۵ خانه اعلام شد.

### شیروان
در شیروان سیلاب ۱۹۴ خانه را به کلی تخریب کرد.

### نیشابور
در نیشابور سیل به محله‌های شیخ عطار و طفلان مسلم آسیب وارد کرد و همین‌طور سیل راه‌آهن نیشابور به سبزوار را تخریب کرد.

### بجنورد
سیل پل منتهی به بجنورد را خراب کرد و رانندگان که از مشهد حرکت کرده بودند مجبور به توقف قبل از پل شدند. بر اثر سیل در بجنورد ۲۵۶ خانه منهدم شدند.